# 16 Лебедя B b
16 Лебедя B b — экзопланета у звезды 16 Лебедя B в тройной системе 16 Лебедя. Находится на расстоянии около 69 св. лет от Солнца в созвездии Лебедя.
Материнская звезда 16 Лебедя является жёлтым карликом спектрального класса G1,5. Масса звезды составляет 0,97 массы Солнца, радиус — 1,2 радиуса Солнца.
16 Лебедя B b была открыта методом доплеровской спектроскопии в 1996 году.

## Характеристики
16 Лебедя B b является газовым гигантом массой 2,38±0,04 массы Юпитера. Планета, предположительно, является причиной более низкой металличности своей родительской звезды 16 Лебедя B по сравнению с её компаньоном 16 Лебедя A.